# 物理化学通讯
《物理化学通讯》（The Journal of Physical Chemistry Letters）是由美国化学会出版的同行评审科学期刊,发行周期为双周刊。研究内容涵盖物理化学所有领域。2021年，期刊影响因子(Impact factor, IF)为6.88。

## 关注领域
《物理化学通讯》发表通讯、新兴方向的展望、评论和观点。
特别感兴趣的内容包括但不限于：
- 量子现象和功能的物理见解
- 材料和分子性质的物理见解
- 光与物质间作用的物理见解
- 生物圈、大气圈和太空的物理见解
- 化学、催化和界面的物理见解
- 能源科学的物理见解

## 主编
- 2010-2019 George C. Schatz
- 2019-至今 格雷戈里·D·斯科尔斯（英语：Gregory D. Scholes）